# Feels Like the First Time
Feels Like the First Time is een nummer van de Brits-Amerikaanse rockband Foreigner uit 1977. Het is de eerste single van hun titelloze debuutalbum. 

## Achtergrondinformatie
Gitarist Mick Jones schreef het nummer toen hij de band bij elkaar bracht die uiteindelijk Foreigner zou worden. Jones zei over het nummer: "'Feels Like The First Time' is geschreven over een kleine verandering in mijn leven. Ik kwam uit een eerder huwelijk met iemand die ik in Frankrijk had ontmoet. Ik was teruggegaan naar Engeland maar verhuisde uiteindelijk naar Amerika terwijl ik in de band Spooky Tooth zat. En voor mij betekende dit een nieuwe start. Ik had een nieuw iemand ontmoet, ik trouwde opnieuw en verhuisde met haar naar Amerika, en dit was het lied dat die ervaring beschreef". 
"Feels Like the First Time" was één van de nummers die Foreigner aan een platencontract hielp. Lou Gramm deed op dit nummer auditie om de leadzanger van Foreigner te worden. Jones had eerder al vijftig andere zangers gehad die auditie deden om bij de band te komen, maar met Gramm voelde Jones zo'n goede klik dat Gramm mocht blijven. "Feels Like the First Time" leverde Foreigner meteen de grote doorbraak op in Amerika, met een 4e positie in de Billboard Hot 100. Minder succesvol was het in het Verenigd Koninkrijk, daar bereikte het een bescheiden 39e positie. Nederland was het enige Europese land waar de plaat een klein succesje werd; het bereikte de 8e positie in de Tipparade. Met opvolger Cold as Ice zou later ook de definitieve doorbraak in Nederland volgen.

## Tracklijst
- 7"

1. "Feels Like the First Time" - 3:15
2. "Woman, Oh Woman" - 3:49

## NPO Radio 2 Top 2000
Feels Like the First Time stond alleen in 2000 in de NPO Radio 2 Top 2000, op plek 1599.